# Multispektrální snímkování
multispektrální snímkování (anglicky multispectral imaging) je metoda, při které se měří množství elektromagnetického záření vyzařovaného nebo odraženého zemským povrchem. Zdrojem záření je každý objekt, který má větší teplotu než 0 K. Takový objekt na zemském povrchu má určité fyzikální vlastnosti, které ovlivňují odrážené elektromagnetické záření, jehož primárním zdrojem je slunce.

příklad nezměněných fluorescenčních signálů za použití multispektrálního zobrazovacího systému

Výchozími daty jsou pak multispektrální snímky, které jsou zachyceny v určité vlnové délce elektromagnetického spektra. Vlnové délky mohou být odděleny filtry nebo přístroji, jež jsou citlivé na danou vlnovou délku zahrnující světlo za hranicemi viditelného spektra.

## Princip multispektrálního snímkování

rozdíl mezi panchromatickým, multispektrálním a hyperspektrálním snímkováním

Senzory pro dálkové snímání měří elektromagnetické záření ve specifických vlnových délkách spektra. Zařízení, která zaznamenávají elektromagnetické záření se nazývají radiometry. Multispektrální snímky jsou výstupní data z radiometrů naměřená na daném území, ale v několika pásmech spektra. Data spektrálního snímku jsou tvořena z řad sloupců a čísel, která odpovídají vlastnostem vyzářené energie (vlnová délka, frekvence, barva, světlost) a pozici pixelu. Číslo každého pixelu udává odraženou energii z konkrétního místa na zemi.
Na podobné fázi probíhá i hyperspektrální snímkování; to však na rozdíl od multispektrálního snímkování, které obsahuje data několika jednotek spektrálních pásem o šířce několika desítek nm, obsahuje několik desítek až stovek pásem o šířce jen několika nm; to hyperspektrálnímu snímkování umožňuje získat podrobnější informace o objektech jako např. detekci minerálů.

## Spektrální třídy
Pro různé účely se používají odlišné kombinace spektrálních tříd. Nejčastěji jsou reprezentovány zelenými, červenými a modrými kanály. Přesnější určení záleží na účelu snímku a preferencích analytika.
Příklady využití spektrálních tříd družicí Landsat 8:
| spektrum                                     | vlnová délka [µm] | využití pro mapování                                                                    |
| třída 1- pobřežní aerosol                    | 0,435 – 0,451     | pobřežní a aerosolové studie                                                            |
| třída 2- modré                               | 0,452 – 0,512     | batymetrické mapování, rozeznávání půdy od vegetace a listnatých od jehličnatých stromů |
| třída 3- zelené                              | 0,533 – 0,590     | hodnocení zdravotního stavu rostlin                                                     |
| třída 4- červené                             | 0,636 – 0,673     | rozlišení vegetačních svahů                                                             |
| třída 5- blízké infračervené 1               | 0,851 – 0,879     | posuzování obsahu biomasy                                                               |
| třída 6- krátkovlnné infračervené 1 (SWIR 1) | 1,566 – 1,651     | určeni vlhkosti půd a vegetace; snímkování skrze malou oblačnost                        |
| třída 7- krátkovlnné infračervené 2 (SWIR 2) | 2,107 – 2,294     | dokonalejší posuzování vlhkosti půd a vegetace + lepší snímkování přes oblaka           |
| třída 8- panchromatické                      | 0,503 – 0,676     | ostřejší obraz území                                                                    |
| třída 9- cirrus                              | 1,363 – 1,384     | dokonalejší posuzování shluků oblaků typu cirrus                                        |
| třída 10- termální infračervené 1 (TIRS 1)   | 10,60 – 11,19     | termální mapování a odhad vlhkosti půd                                                  |
| třída 11- termální infračervené 2 (TIRS 2)   | 11,50 – 12,51     | dokonalejší termální mapování a odhad vlhkosti půd                                      |

## Vlastnosti snímku
K vytvoření finálního snímku, který bude obsahovat požadovaná data, je zapotřebí provést určitá nastavení, úpravy a korekce, aby výsledek byl relevantní a aby z něj mohla být provedena následná analýza. K těmto postupům patří:
- Prostorové rozlišení
- Zpracování obrazu
- Předběžné zpracování
- Následné zpracování snímku

Prostorové rozlišení je schopnost senzoru identifikovat nejmenší detail na snímku. Vzdálenost mezi rozeznatelnými obrazci se určuje v metrech. Citlivostí senzoru na specifický rozsah frekvencí se zabývá spektrální rozlišení.  Další rozlišení měří intenzitu signálu nebo světlost objektů, ale také periodu času, která proběhne mezi jednotlivými snímkování stejného objektu.
Jakmile jsou data o objektu získána, musí být zpracována ve speciálním programu. Zpracování dat však představuje různá zkreslení původních dat, a proto se provádí předběžné a následné zpracování snímků.
Předběžné zpracování snímku zahrnuje radiometrické a geometrické korekce. Radiometrické korekce upravují zkreslení snímku na hodnoty světlosti objektu na zemském povrchu, které byly způsobeny nepřestnostmi v kalibraci přístroje. Geometrická korekce opravuje chyby mezi souřadnicemi na snímku a souřadnicemi reálného měření. Kromě těchto korekcí se provádějí ještě korekce systémové, precizní a terénní.
Následné zpracování snímku je procesem, kdy použití vhodného softwaru zlepšuje kvalitu obrazu a interpretaci dat. Těmito procesy se například zlepšuje stupeň kontrastu nebo redukuje šum, čímž se snímek zjemní. Detekce změn porovnává dva snímky stejné lokality pořízené v jinou dobu; zde jsou měřeny změny ve fyzickém stavu, lokalizaci nebo spektrálních vlastnostech objektů na snímku. Výsledný, porovnávající snímek, dosáhne nejlepších výsledků pokud je analyzován počítačovou analýzou provedenou zkušeným pracovníkem.

## Software pro analýzu dat
- ENVI Archivováno 4. 2. 2018 na Wayback Machine.
- Erdas Imagine
- Opticks Archivováno 21. 3. 2018 na Wayback Machine.
- Gerbil[5]